# Rudnikowo (obwód wołogodzki)
Rudnikowo (ros. Рудниково) – wieś w Rosji, w rejonie kiczmiengsko-gorodieckim obwodu wołogodzkiego. W 2010 r. liczyła 44 mieszkańców.